# Jutocsa (Árpád fia)
Jutocsa (Konstantinnál középgörög nyelven Jutotzasz, mai nyelvi fejleményként helynevekben Jutas) Árpád nagyfejedelem fia volt. Jutocsa fia volt a későbbi Falicsi nagyfejedelem.
Györffy György szerint neve a Jutas helynevekben azonosítható – ezt Kristó Gyula vitatta –, téli szállása a későbbi Tolna vármegye területén volt, ahol testvéréé, Tarhacsié is. Másik két testvére, Jeleknek és Zoltának a Duna túlpartján, Kalocsa körül tartotta téli szállását. Ez a sztyeppei téli-nyári szállásváltó rendszer feltételezéséből – és a környék helyneveiből – következik, melynek során a fiak az apa közelében saját folyópartvonalon vonultak állataikkal, ahol legelőterület és víz is állandóan rendelkezésre állt. Nyári szállása a későbbi Veszprém területén volt (Jutaspuszta), szállásváltó életmódját a Sárvíz mentén folytatta.